# Стюарт, Эндрю, 1-й лорд Эйвондейл
Эндрю Стюарт (англ. Andrew Stewart, 1st Lord Avandale; ок. 1420 — 1488) — шотландский государственный деятель, 1-й лорд Эйвондейл (1457—1488), лорд-канцлер Шотландии (1460—1482).

## Ранняя жизнь
Эндрю Стюарт родился около 1420 года. Он, вероятно, был старшим сыном сэра Уолтера Стюарта (ок. 1392—1425), второго сына Мердока Стюарта, 2-го герцога Олбани (ок. 1365—1425), и Изабеллы, графини Леннокс (ум. 1458). Его дед, Мердок Стюарт, 2-й герцог Олбани, и отец, сэр Уолтер Стюарт, были арестованы, обвинены в государственной измене и казнены в 1425 году по приказу шотландского короля Якова I. Эндрю вместе с братьями Артуром и Уолтером были узаконены в 1472 году королем Шотландии Яковом III Стюартом, в 1479 году королевский указ был подтвержден вторично.
Эндрю Стюарт был воспитан при дворе своей бабки по отцовской линии, Изабеллы, графини Леннокс. Вероятно, Изабелла Леннокс, супруг и двое сыновей которой были казнены в 1425 году по королевскому указу, добилась возвращения своих внуков и занималась их воспитанием при своем дворе.
Эндрю Стюарт учился в университете а Англии, где до 1437 года был пожалован в рыцари вместе с братом Мердоком.

## Возвращение в Шотландию
Вернувшись в Шотландию на 1440 году, Эндрю Стюарт принял участие генеральном совете в Стерлинге в августе этого же года. Он занял видное положение при дворе своего родственника, шотландского короля Якова II. Ему было пожаловано ряд земель, в том числе Эйвондейл и Стратэйвен, которые ранее принадлежали Уильяму Дугласу, 8-му графу Дугласу. Он также стал смотрителем марки и хранителем замка Лохмабен. К 1457 году ему было присвоен титул лорда Эйвондейла.

## Лорд-канцлер Шотландии
В 1460 году лорд Эйвондейл был назначен Яковом III лордом-канцлером Шотландии, эту должность он сохранил до 1482 года. Эндрю Стюарт был одним из регентов королевства во время малолетства короля Якова III Стюарта. Затем он занимал пост губернатора замка Стерлинг. Также лорд Эйвондейл проявился себя в качестве дипломата, сыграв ведущую роль на переговорах, которые привели в 1469 году к заключению брака между шотландским королем Яковом III и принцессой Маргаритой Датской. В 1471 году он получил пожизненную ренту в графстве Леннокс.
В 1482 году шотландские бароны подняли восстание против короля Якова III и заключили его под стражу в Эдинбургском дворце. В Шотландию вернулся его младший брат и соперник, Александр Стюарт, герцог Олбани, пользовавшийся поддержкой герцога Ричарда Глостерского, будущего короля Англии Ричарда III. Герцог Олбани и его английские союзники вторглись в Шотландию. Лорд Эйвондейл был в состав придворной фракции, которая отказывалась сражаться против герцога Олбани. Александр Стюарт, герцог Олбани, стал руководителем шотландского правительства. Своей жесткой политикой вскоре Александр Стюарт вызвал недовольство шотландской знати.
В 1482 году по распоряжению Александра Стюарта лорд Эйвондейл был лишен должности лорда-канцлера королевства, потому что он по приказу короля захватил в 1479 году замок Дамбартон, принадлежавший герцогу Олбани. Новым лордом-канцлером Шотландии был назначен Джон Лэнг, епископ Глазго. Вскоре король Яков III Стюарт добился поддержки большей части знати и в 1483 году при помощи Джорджа Гордона, графа Хантли, созвал парламент, который осудил герцога Олбани как предателя и вынудил его во второй раз отправиться в изгнание. В 1484 году лорд Эйвондейл был одним из послов ко двору короля Франции Людовика XI. В дальнейшем Эндрю Стюарт, похоже, отказался от участия в государственной деятельности.
Эндрю Стюарт, лорд Эйвондейл, скончался в 1488 году. Ему наследовал его племянник Александр Стюарт, сын его брата Уолтера. Александр Стюарт скончался около 1500 года, а титул лорда Эйвондейла перешел к его сыну, Эндрю Стюарту, 2-му лорду Эйвондейлу (ум. 1513).